# Willard (Wisconsin)
Willard es un pueblo ubicado en el condado de Rusk en el estado estadounidense de Wisconsin. En el Censo de 2010 tenía una población de 505 habitantes y una densidad poblacional de 5,41 personas por km².

## Geografía
Willard se encuentra ubicado en las coordenadas 45°19′46″N 91°7′34″O / 45.32944, -91.12611. Según la Oficina del Censo de los Estados Unidos, Willard tiene una superficie total de 93.36 km², de la cual 91.86 km² corresponden a tierra firme y (1.61%) 1.5 km² es agua.

## Demografía
Según el censo de 2010, había 505 personas residiendo en Willard. La densidad de población era de 5,41 hab./km². De los 505 habitantes, Willard estaba compuesto por el 97.03% blancos, el 0% eran afroamericanos, el 1.39% eran amerindios, el 0.4% eran asiáticos, el 0% eran isleños del Pacífico, el 0% eran de otras razas y el 1.19% pertenecían a dos o más razas. Del total de la población el 1.39% eran hispanos o latinos de cualquier raza.